# Lieberkühn

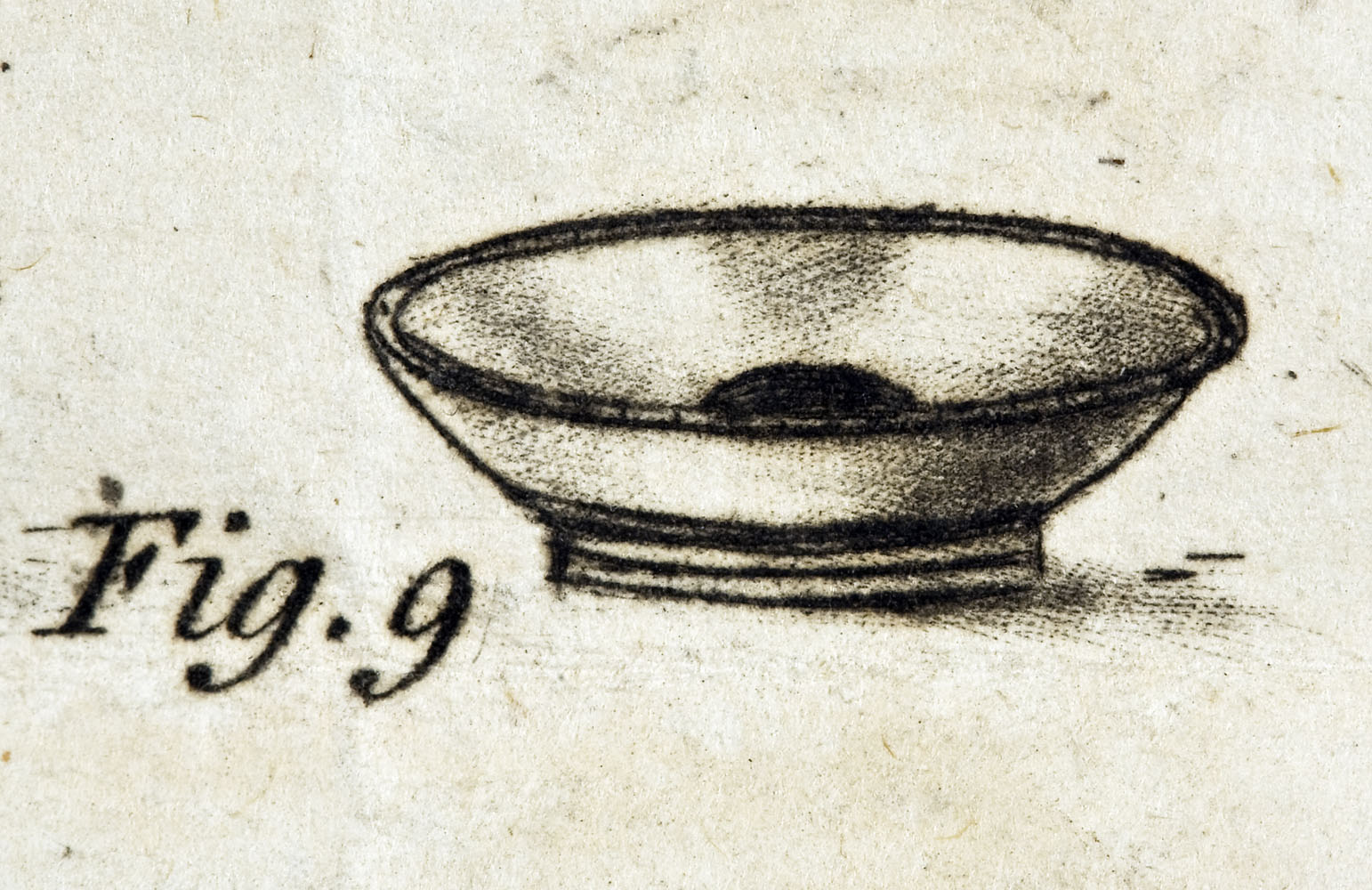
Lo specchietto Lieberkühn, in una stampa conservata al Museo Galileo di Firenze.

Il Lieberkühn è uno specchietto concavo con foro centrale per illuminare la faccia rivolta verso l'osservatore di un preparato microscopico opaco.
È di metallo argentato e viene inserito fra l'obiettivo e il portaoggetti del microscopio inclinato in modo da riflettere la luce sul preparato. Questo accessorio per microscopia prende il nome dall'anatomista tedesco Johannes Nathanael Lieberkühn (1711-1756), che lo ideò verso il 1740.